# Sarzana
Sarzana is een stad in de Noord-Italiaanse regio Ligurië (provincie La Spezia). De plaats ligt op korte afstand van de rivier de Magra. Ondanks de bombardementen van de Tweede Wereldoorlog heeft de stad nog een goed bewaard gebleven historisch centrum. Tot de gemeente Sarzana behoort ook Marinella di Sarzana dat op het punt ligt waar de Magra in de Middellandse Zee uitmondt, pal tegen de Toscaans-Ligurische grens.
Volgens de traditie zou Guido Cavalcanti hier zijn beroemde ballade Perch'i' no spero di tornar giammai ('Omdat ik niet verwacht ooit terug te keren') hebben geschreven.

## Bezienswaardigheden
- Fortezza di Sarzanello (1322)
- De Cittadel (1488)
- De kathedraal "S. Maria Assunta" (1474)
- Kerk "S.Andrea" (10e-11e eeuw)

## Geboren
- Paus Nicolaas V (1397-1455), geboren als Tommaso Parentucelli
- Filippo Calandrini (1403-1476), kardinaal
- Rina Ketty (1911-1996), zangeres
- Lorenzo Bernucci (1979), wielrenner
- Davide Silvestri (1980), wielrenner

## Afbeelding

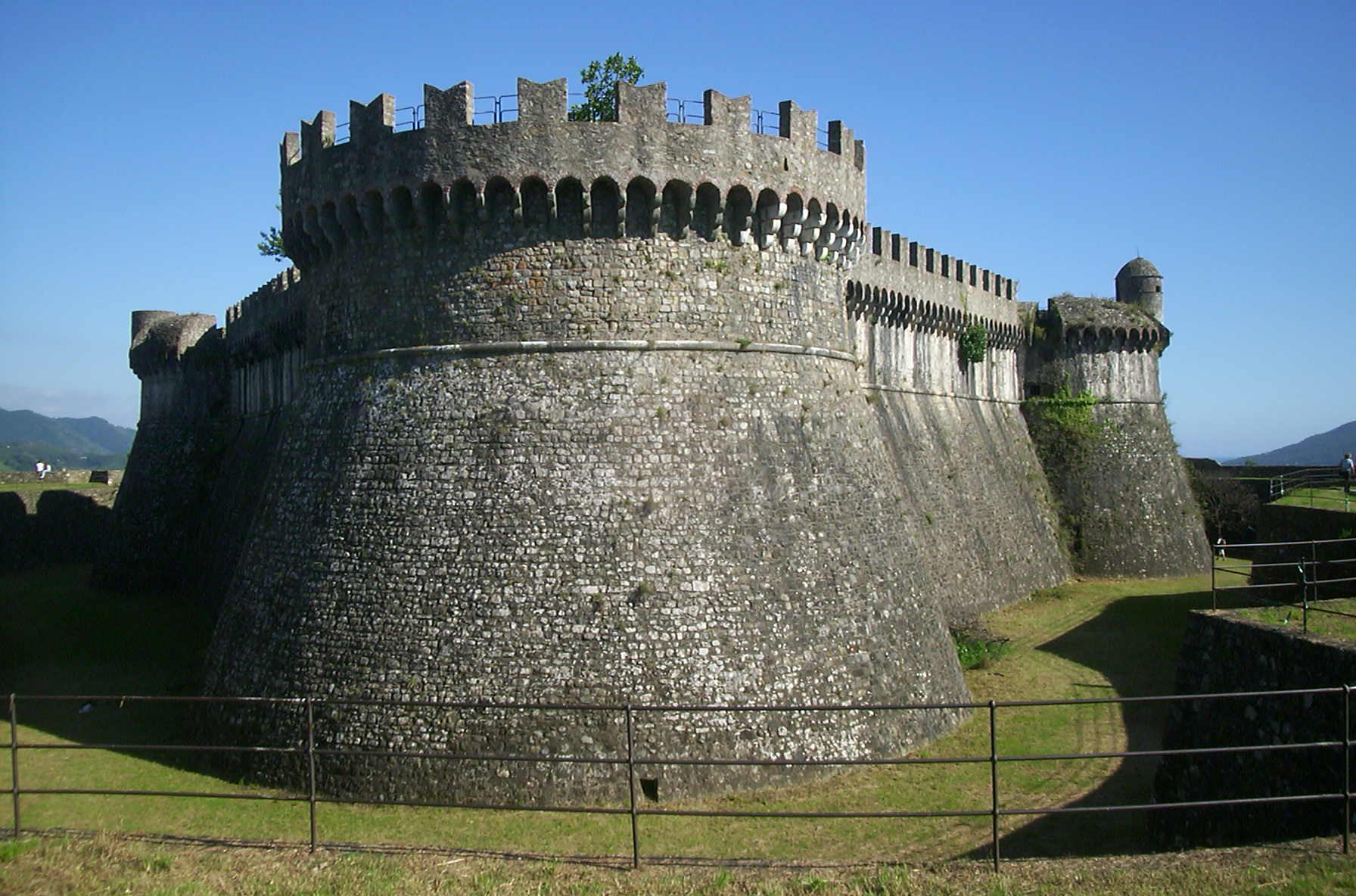
Fortezza di Sarzanello